# Deugd
Een deugd kan een positieve eigenschap zijn waar een bepaald persoon over beschikt. Het kan ook duiden op een ethisch goede manier van handelen.

## Definitie vanAristoteles
De deugd is een houding die ons in staat stelt ons handelingen voor te nemen, en die het midden houdt in relatie tot ons, een midden zoals dat bepaald is door een overleg en wel zoals een verstandig mens het zou bepalen.
Aristoteles, Ethica Nicomachea, Boek 2, hoofdstuk 6, 1106 b 36-1107 a 2.

## De vier klassieke deugden
De vier kardinale deugden zijn:
1. φρόνησις (phronēsis) Voorzichtigheid - verstandigheid - wijsheid
2. δικαιοσύνη (dikaiosynē) Rechtvaardigheid - rechtschapenheid
3. σωφροσύνη (sōphrosynē) Gematigdheid - matigheid - zelfbeheersing
4. ανδρεία (andreia) Moed - sterkte - vasthoudendheid - standvastigheid

Deze klassieke deugden gaan terug tot de Griekse filosoof Plato, die dit onderwerp behandelde in zijn boek Politeia (Πολιτεία, lett. 'de republiek'). Aristoteles breidde dit gedachtegoed nog verder uit in zijn Nicomachische Ethiek. Het concept deugd was algemeen bekend in het oude Griekenland en het oude Rome, en onder meer door het feit dat ook Marcus Tullius Cicero erover schreef, werd het begrip overgenomen door de christelijke wereld en werd het geïntegreerd in de katholieke theologie.

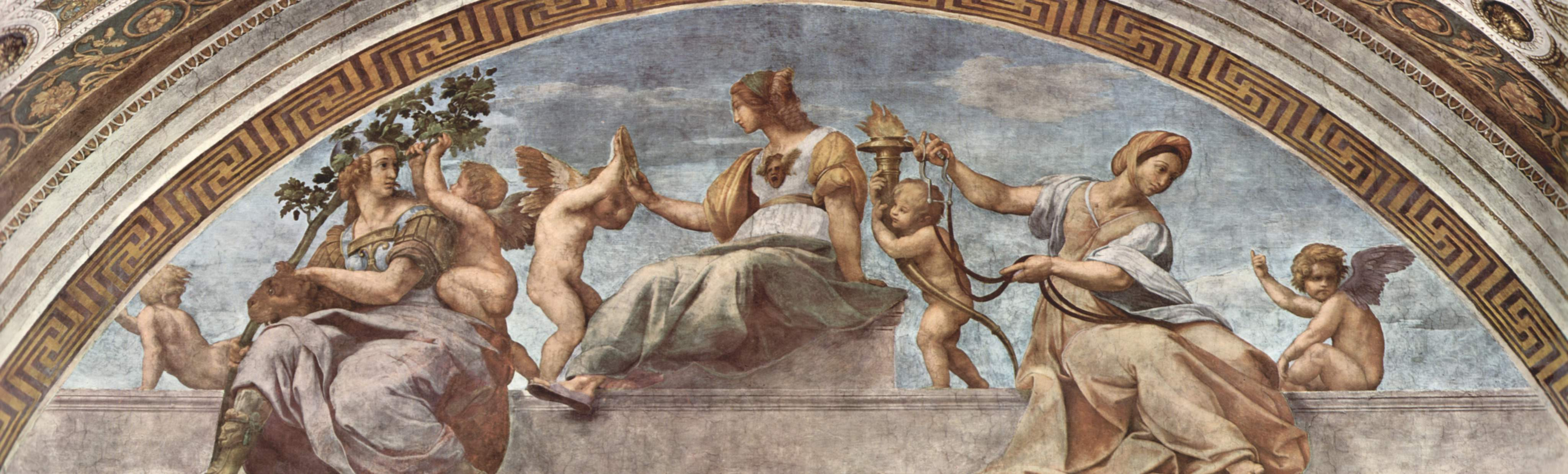
Drie van de vier kardinale deugden (moed, wijsheid en matigheid). Fresco door Rafaël Santi in de Stanza della Segnatura in het oude Apostolisch Paleis in Vaticaanstad (de rechtvaardigheid is apart afgebeeld op het plafond).

## De goddelijke (christelijke) deugden
In het christendom zijn er drie theologische deugden.  Zij zijn ontleend aan 1 Korinthiërs 13:13:
- Geloof
- Hoop
- Liefde

## Ethisch raamwerk
Het begrip 'deugd' vindt men terug in vrijwel alle vormen van ethiek, maar de klassieke traditie van de deugdethiek (Aristoteles, Thomas van Aquino) staat binnen het kader van een teleologische theorie, dat wil zeggen een theorie die vertrekt vanuit een begrip van het doel van menselijk leven. In die klassieke traditie wordt dat doel opgevat als 'geluk' en vormt de deugd de (belangrijkste) manier waarop dat doel wordt bereikt. 
Veel besproken thema's in de klassieke deugdethiek zijn onder meer:
- de vraag of de deugd aangeboren is, of aangeleerd wordt. Plato merkte reeds op dat 'deugd aanleerbaar is'.
- de vraag of de deugden één zijn, dat wil zeggen of je een of enkele deugden kunt hebben, of dat je er geen enkele hebt zolang je ze niet allemaal hebt. De zogenaamde 'kardinale deugden' zijn deugden die in elke deugd aanwezig moeten zijn.
- de vraag of deugdzaamheid voldoende is voor geluk (zoals de Stoa beweert), dan wel een van de elementen die leiden tot het geluk (voor Aristoteles is de deugd wel het belangrijkste, maar hij erkent dat je ook een beetje 'eutuchia', d.i. 'voorspoed' moet hebben, in tegenstelling tot 'atuchia', d.i. 'tegenspoed')

## Deugden in de beeldende kunst

### Beeldhouwkunst
Vrijwel in elke stad komen wij beelden tegen van deugden. De bekendste is Vrouwe Justitia waarvan bij veel rechtbanken beelden te bewonderen zijn.

### Schilderkunst
Giotto was een van de vroegste schilders die zowel deugden als ondeugden vastlegden. In 1302/1303 maakte hij fresco's van deze onderwerpen in de Cappella degli Scrovegni in Padua (stad). Enige tijd later (1338/1339) gebruikte Ambrogio Lorenzetti in het Palazzo Pubblico in Siena (stad) afbeeldingen van deugden en ondeugden in de fresco's: Allegorie van goed en van slecht bestuur.